# Ржавец (Ершичский район)
Ржавец — деревня в Ершичском районе Смоленской области России. Входит в состав Беседовского сельского поселения. Население — 52 жителя (2007 год). 
Расположена в южной части области в 8 км к юго-западу от Ершичей, в 28 км южнее автодороги А101 Москва — Варшава («Старая Польская» или «Варшавка»). В 24 км севернее деревни расположена железнодорожная станция Криволес на линии Рославль — Кричев. 

## История
В годы Великой Отечественной войны деревня была оккупирована гитлеровскими войсками в августе 1941 года, освобождена в сентябре 1943 года.